# 新岩国駅
新岩国駅（しんいわくにえき）は、山口県岩国市御庄にある、西日本旅客鉄道（JR西日本）山陽新幹線の駅である。

## 概要
1975年の山陽新幹線岡山駅 - 博多駅間開業の際に設けられた駅の一つで、当時開業した駅の中で唯一、新幹線単独駅とされた駅である（新尾道駅・東広島駅は1988年の開業）。当駅から徳山方すぐのところに錦川鉄道錦川鉄道線の清流新岩国駅（旧国鉄岩日線の御庄駅）が所在しているが、開業当初から同一駅扱いとはされなかった（後述）。
営業キロ上は岩国駅と同一駅の扱いとされており、途中下車が可能なきっぷであれば選択乗車制度により岩国駅と新岩国駅の間を移動して乗り換えることができる。事務管コードは▲800665。

## 歴史

### 沿革
岩国地区は、広島 - 徳山間のほぼ中央に位置しており、沿岸部では工業地帯を有していることから、駅設置の必要性が考えられていた。山陽新幹線の建設に関するルート選定の際には、岩国駅に併設する案と現在の新岩国駅を設置する案の2つが主に議論されたが、岩徳線西岩国駅に併設する案も存在した。
西岩国駅に併設する案はルート選定での問題から除外され、岩国駅に併設する案は、線路延長が3.5 km長くなることや工事費用が増加する点、市街地を通過するために用地買収が困難になることが予想される点、曲線半径2,500 mのカーブを挿入する必要性からの速度向上への妨げとなる点が考えられた。当駅新設の場合、乗降客が少なくなるという点が問題となったが、田畑が広がる広大な土地であることから用地買収が容易に行え、運行上必要な保守基地の設置が可能である点を考慮し、決定された。

### 年表
- 1975年（昭和50年）3月10日：山陽新幹線の岡山駅 - 博多駅間延伸により[10]、日本国有鉄道の駅として開業[2]。すぐそばにある御庄駅（現在の清流新岩国駅）は当時の国鉄の意向から「新岩国」とはされなかった[5]。みどりの窓口営業開始[11]。
- 1987年（昭和62年）4月1日：国鉄分割民営化に伴い、西日本旅客鉄道（JR西日本）の駅となる[10]。
- 1997年（平成9年）11月29日：ダイヤ改正により「ひかり」の停車が廃止され、「こだま」のみの停車駅となる。
- 1999年（平成11年）3月13日：当駅を始発とする「こだま」（岡山行き）が設定される。
- 2005年（平成17年）2月18日：自動改札機導入。
- 2006年（平成18年）3月20日：岩国市（第2次）成立に伴い、所在地表示が現行のものになる。
- 2013年（平成25年）3月16日：ダイヤ改正により定期の「ひかり」が再び停車するようになる（下り1本、上り2本）[12]。また、すぐそばにある御庄駅は同日付で「清流新岩国」駅に改称された[13][14]。
- 2023年（令和5年）
  - 5月17日：みどりの券売機プラスを導入[4]。
  - 5月31日：みどりの窓口の営業を終了[4]。

## 駅構造
16両編成対応（ホーム長410m）の単式ホーム1面1線と島式ホーム1面2線、合計2面3線のホームを有する高架駅である。
2番のりばと3番のりばの間に上下通過線を挟み、1・2番のりばが上り島式ホーム、3番のりばが下り単式ホームであるが、下り副本線を増設すれば2面4線化も可能。レールの錆取りのため、この1番のりばから発車する当駅始発の列車が朝に1本設定されている（「こだま」836号新大阪行き）。本線から回送線が分岐し、さらに留置線2本と保守基地線（新岩国保守基地）に分岐する。
山陽新幹線内では最も早く自動改札機が導入されたが、列車案内は反転フラップ式案内表示機が当駅開業時から2007年（平成19年）まで使用されていた。
改札口は1か所のみで、出入口も西側のみ。岩国駅管理の直営駅である。
駅スタンプは、「夏の風物詩「鵜飼」と「錦帯橋」の駅」。

### のりば
| のりば | 路線       | 方向 | 行先             | 備考         |
| ------ | ---------- | ---- | ---------------- | ------------ |
| 1      | 山陽新幹線 | 上り | 広島・新大阪方面 | 当駅始発のみ |
| 2      | 山陽新幹線 | 上り | 広島・新大阪方面 |              |
| 3      | 山陽新幹線 | 下り | 新山口・博多方面 |              |

- 広島・新大阪方面の列車は原則として2番のりばから発車する。
- 1番のりばは当駅始発の列車のみ使用するが、ダイヤ乱れ時に使用される場合がある。

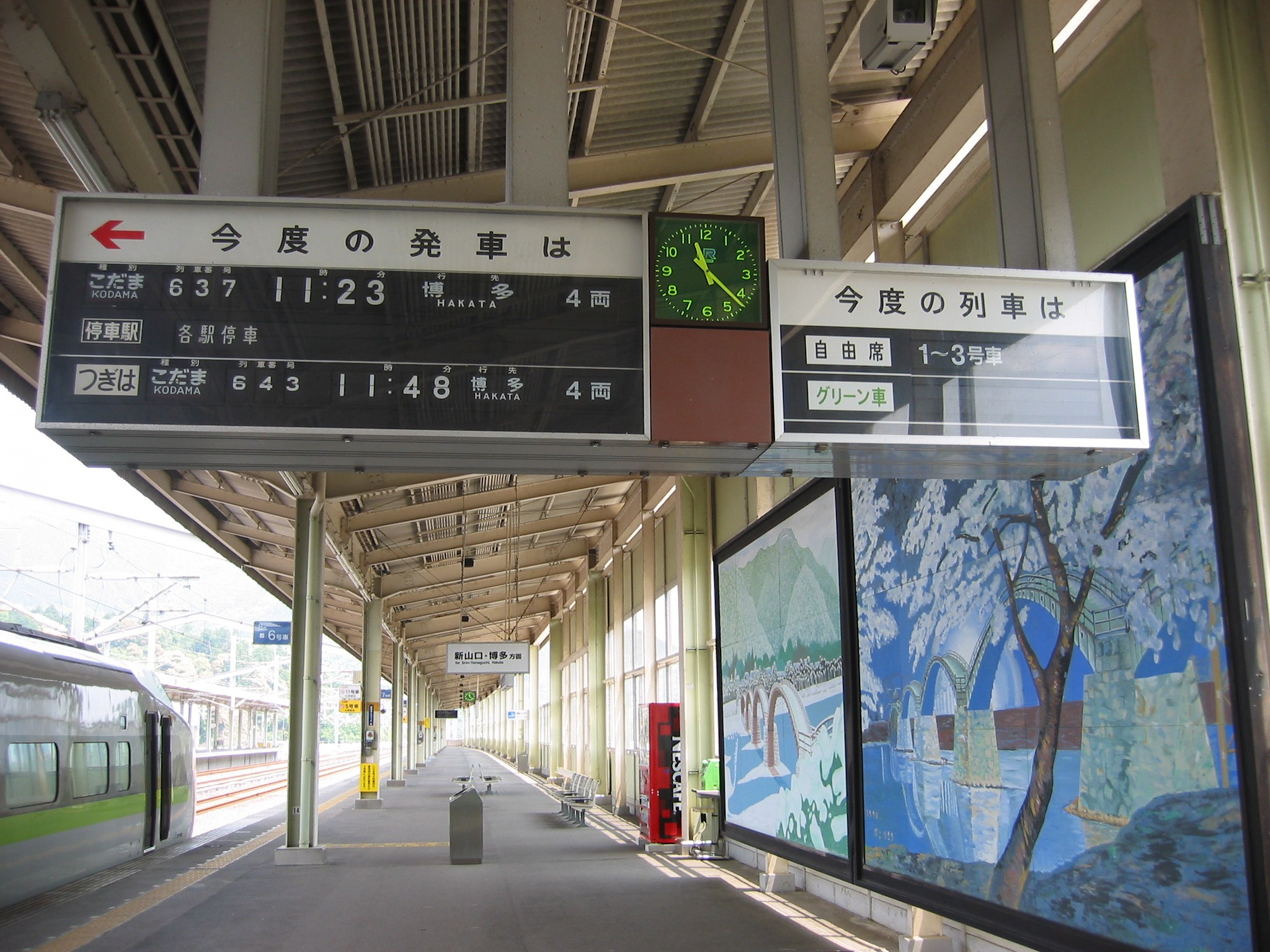
3番のりばの反転フラップ式発車標（2005年頃）
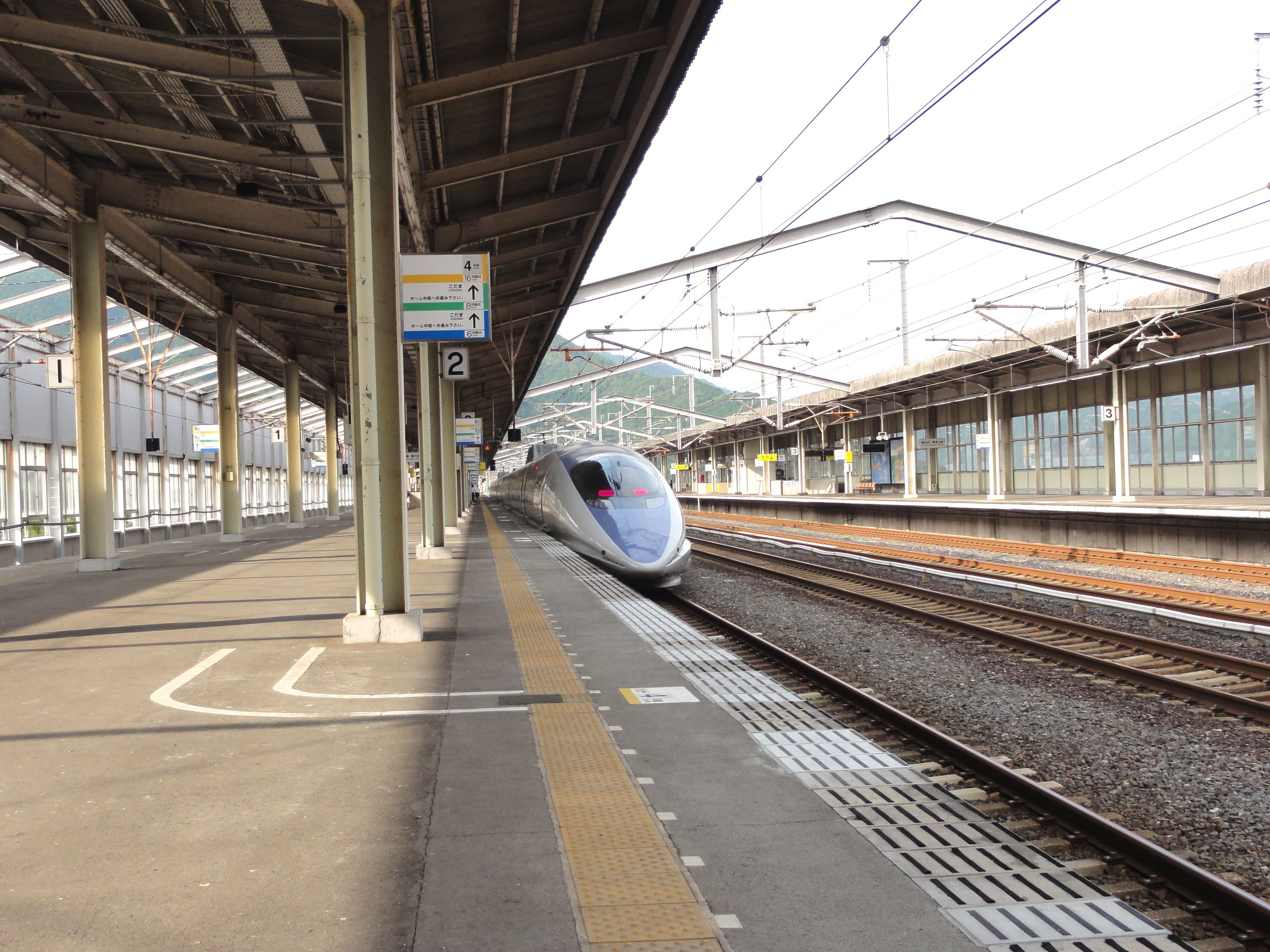
2番のりばに停車中の500系 左が1番のりば、上下通過線を挟み右が3番のりば（2011年）
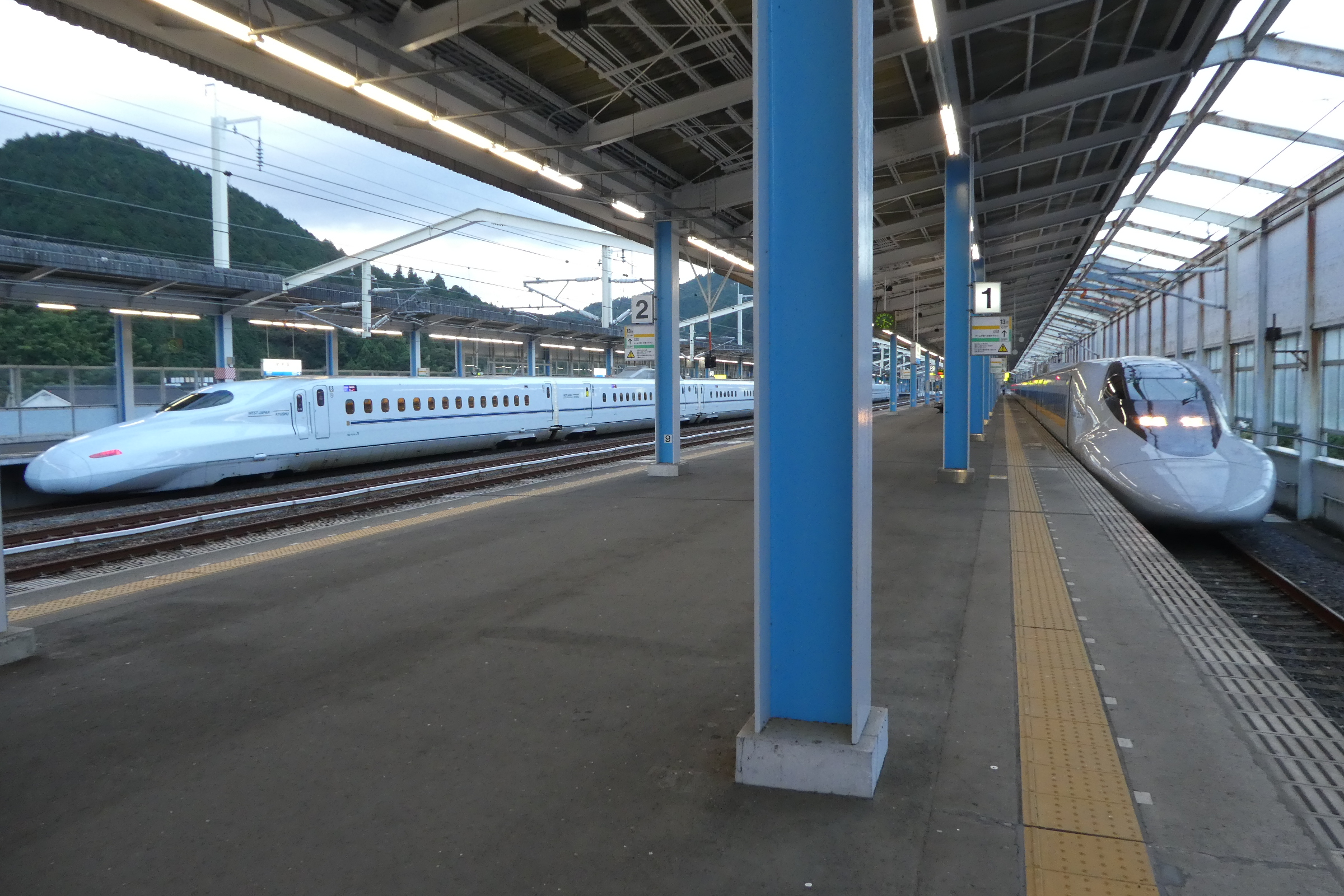
1番のりばに停車中のこだま728号と3番のりばに停車中のこだま821号（2018年）

### 新幹線ダイヤの変遷
- 開業当時、「ひかり」は山陽新幹線内で「こだま」の役割も担っており、当駅も毎時1往復停車していた。また、米軍基地（岩国飛行場）関係者の多くや国鉄バス岩益線や石見交通バス広益線経由で、益田地域からの利用も見込まれていた。
- 1986年3月のダイヤ改正時に山陽新幹線広島以西で完結する「こだま」が設定され[20]、1988年3月ダイヤ改正から当駅停車の「ひかり」は1日2往復に削減。さらにJRバス岩益線の廃止や石交バス広益線の経由変更で、益田方面からの路線バスを介しての利用はほぼなくなった。
- その後、1997年11月29日ダイヤ改正で当駅に停車するすべての「ひかり」を廃止し、それ以降後述の2013年3月ダイヤ改正まで1時間1本（朝夕2本）の「こだま」のみの停車だった。2013年3月16日ダイヤ改正より朝の下り1本の「ひかり」、上り2本の「ひかりレールスター」が増停車し、当駅への『ひかり』停車は定期列車としては16年ぶりとなった。
- 「ひかり」（上りの「ひかりレールスター」を含む）以外は、従来どおり毎時1 - 2本の「こだま」のみの停車であるが、2001年の芸予地震の影響により、臨時で「のぞみ」が停車した[要出典]。ただしこれはあくまで災害でのダイヤ乱れによる突発的なものであり、あらかじめダイヤとして公告しての「のぞみ」停車は、臨時を含めてもいまだに行われたことはない[21]。
- 山陽・九州相互直通新幹線の「みずほ」「さくら」については、臨時列車を含めて停車しない[22]。

## 利用状況
近年の1日平均乗車人員は以下の通り。山陽新幹線の駅では最も少なく、JR西日本管内の新幹線の駅（2022年時点）では北陸新幹線の黒部宇奈月温泉駅（858人、2019年度）の次に少ない。2023年度の1日当たりの利用者数は1,884人。
| 乗車人員推移       | 乗車人員推移 |
| 年度               | 1日平均人数  |
| ------------------ | ------------ |
| 1999年（平成11年） | 1,004        |
| 2000年（平成12年） | 991          |
| 2001年（平成13年） | 990          |
| 2002年（平成14年） | 970          |
| 2003年（平成15年） | 973          |
| 2004年（平成16年） | 978          |
| 2005年（平成17年） | 989          |
| 2006年（平成18年） | 975          |
| 2007年（平成19年） | 967          |
| 2008年（平成20年） | 956          |
| 2009年（平成21年） | 894          |
| 2010年（平成22年） | 911          |
| 2011年（平成23年） | 947          |
| 2012年（平成24年） | 947          |
| 2013年（平成25年） | 929          |
| 2014年（平成26年） | 920          |
| 2015年（平成27年） | 954          |
| 2016年（平成28年） | 961          |
| 2017年（平成29年） | 990          |
| 2018年（平成30年） | 1,052        |
| 2019年（令和元年） | 992          |
| 2020年（令和02年） | 503          |
| 2021年（令和03年） | 630          |
| 2023年（令和05年） | 942          |

## 駅周辺

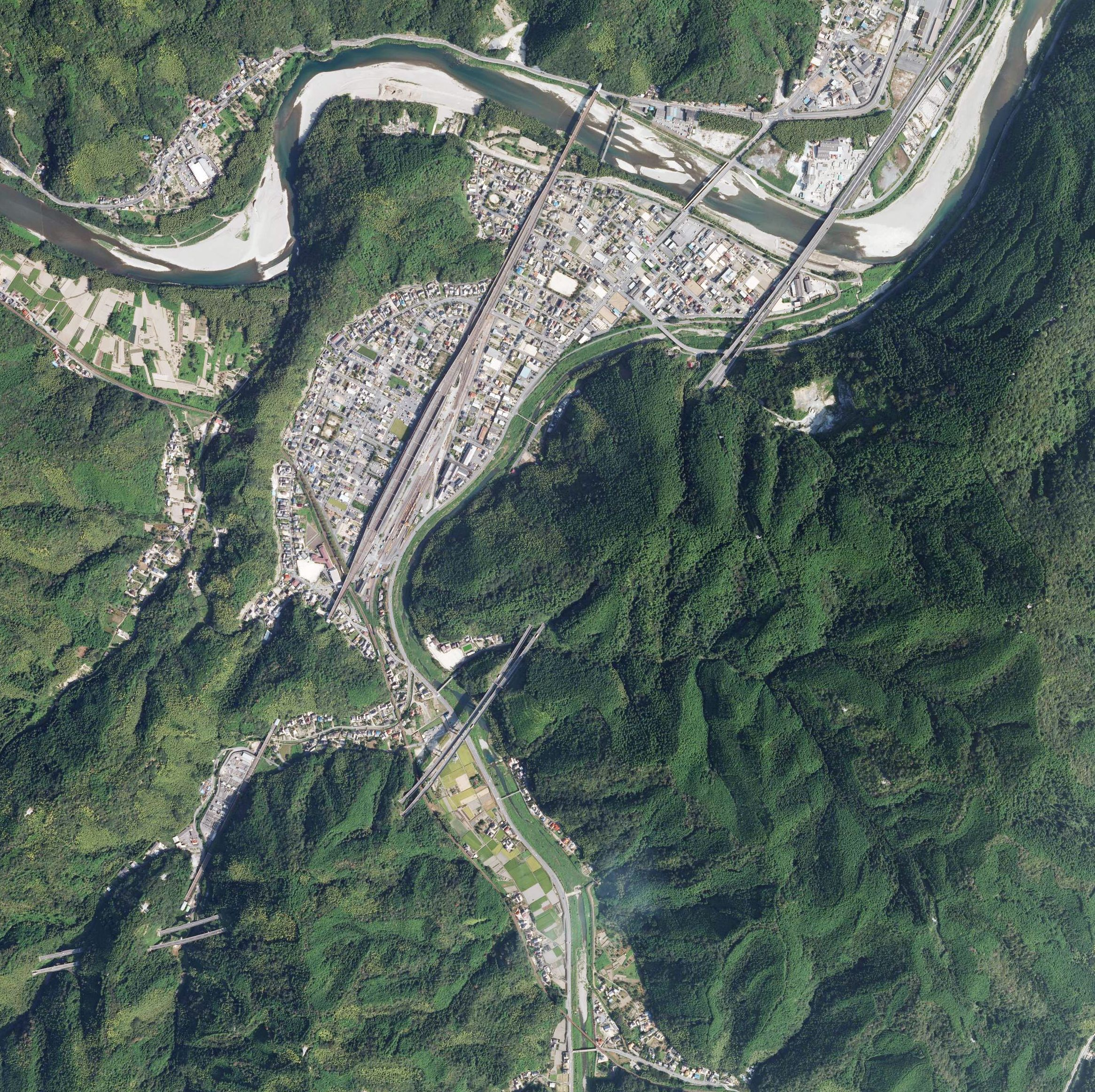
駅周辺
（2009年撮影）

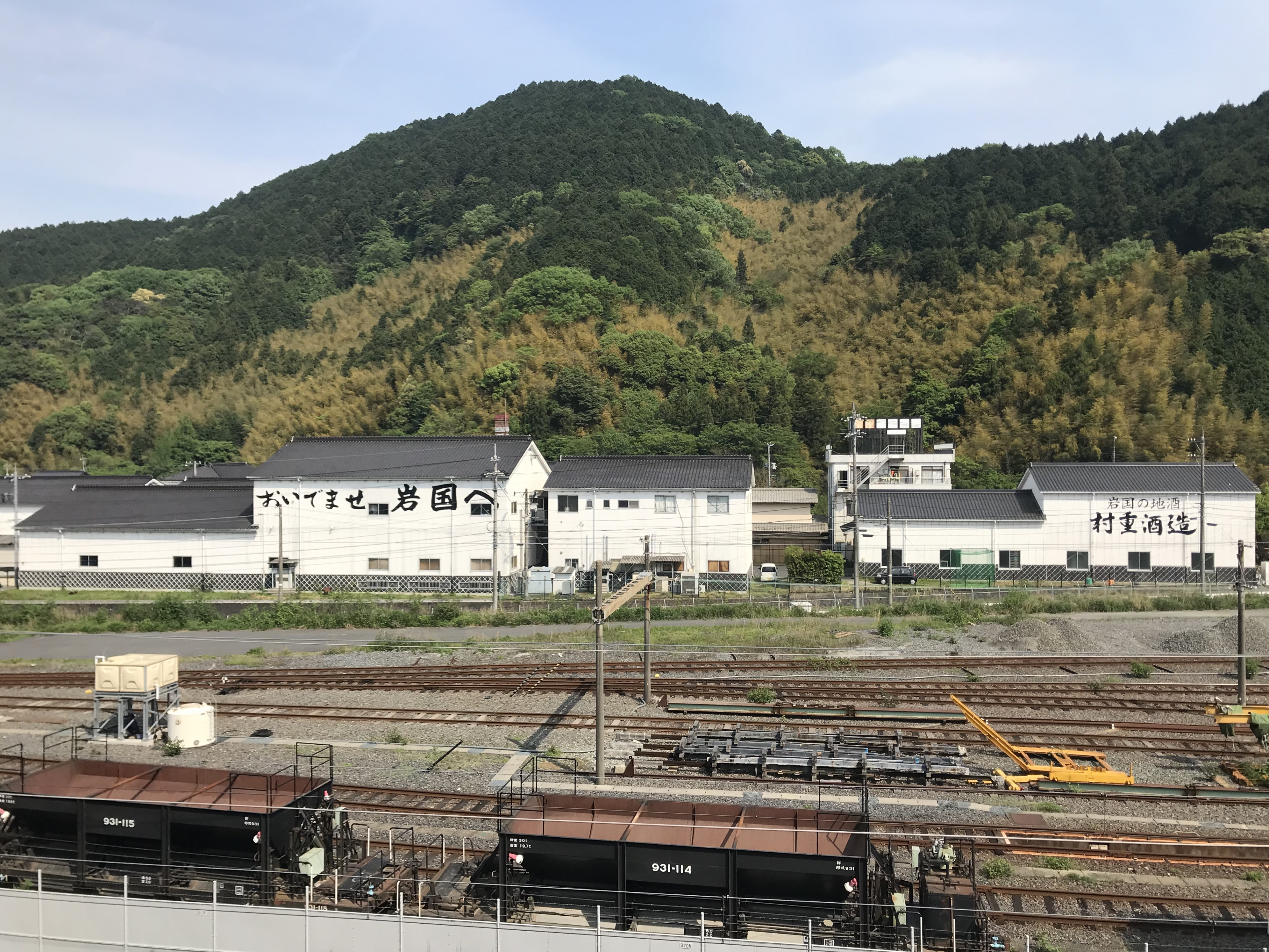
駅のホームから望む東側の様子

長大なトンネルに挟まれた岩国市西部・御庄地区の盆地の中に所在する。
当駅の北方を錦川と国道2号がほぼ西から東に向かって通っており、S字蛇行をしながら、当駅の約1 km広島方寄りのところで新幹線高架とほぼ直角に交差している。当駅自体はこの「錦川・国道2号」と、残り3方はほぼ山に囲まれる格好となっている（山が囲む“残り3方”のうち東側のみ山麓を御庄川が流れている）。
当駅の東方を山口県道1号とそのさらに東を山を貫く形で山陽自動車道が、西方を旧街道の山陽道（西国街道）がそれぞれ通っており、このうち山陽道は南方で前出山口県道1号線と合流している。また当駅の駅前広場は山口県道114号の起点になっている。
- カフェ&ランチ アリス
- 山陽自動車道岩国インターチェンジ
- 岩国市中央公民館御庄分館 - 岩国市役所御庄出張所を併設
- 岩国市立御庄小学校

## バス路線
駅前広場に「新岩国駅」という停留所があり、そこから路線バスが発着する。日本三名橋の1つに数えられる錦帯橋までは、当駅からバスで約15分である。
いわくにバス
- 21系統：岩国駅前
- 26系統：岩国駅前、柱野（六呂師口）
- 51系統：岩国医療センター
- 臨時：由宇カープ練習場（※土曜・日曜・祝日にウエスタン・リーグ(二軍公式戦)が開催される日のみ運行）

防長交通
- 12系統：岩国駅前
- 100系統：徳山駅前

※各路線とも、西岩国駅への乗り入れは行なっていない（※東錦見（）停留所で降車した後、徒歩約5分で西岩国駅に到着する）。

## 清流新岩国駅（旧・御庄駅）との関係

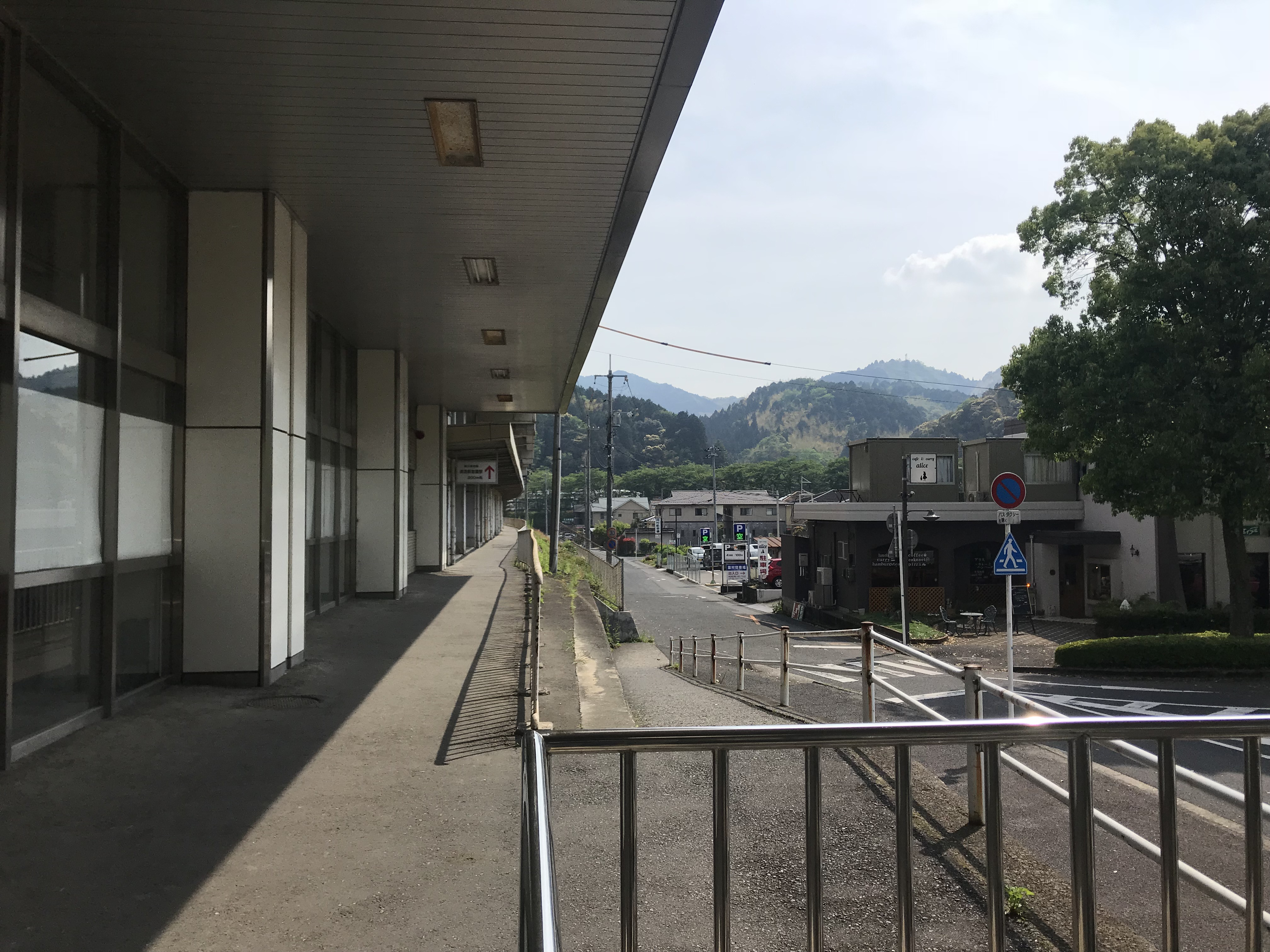
新岩国駅前から望む清流新岩国駅への連絡通路

前記の通り、当駅の徳山方に清流新岩国駅が置かれている。第三セクターの錦川鉄道に転換後2013年（平成25年）3月15日までは「御庄駅」と称され、当駅開業の14年以上前の1960年（昭和35年）11月1日に国鉄岩日線川西駅 - 河山駅間が開通したことに伴って開業している。
当駅から清流新岩国駅まで現在は約300mの連絡通路が設けられているが、旧国鉄（JR）時代には互いに別個の駅とされ、乗換駅として認知されることはなかった。このためか、相互の乗り換えは基本的に考慮されていない。
新幹線駅と在来線駅が互いに近接していながら別々の駅とされた事例は、2016年（平成28年）3月26日に北海道新幹線が開業して新幹線奥津軽いまべつ駅と在来線津軽二股駅（津軽線）が互いに近接関係にあることが知られるまで、「当駅⇔旧・御庄駅」のケースが全国唯一だった。
旧国鉄・JR時代に当駅と旧・御庄駅が別個の駅として扱われたことについて、鉄道紀行作家の宮脇俊三は自著の中で「ひょっとすると、新幹線と正式に結びつけてしまったら岩日線を廃線にしにくくなるからではないか。岩日線など雨で流されてしまえ、と思っているかもしれない」との見解を示しているほか、カメラマンの西森聡も自著の中で、1975年に山陽新幹線博多延伸に伴って当駅が開業した時点で岩日線が既に赤字ローカル線となっていたことを踏まえ「消えゆく路線上にあった御庄駅を、改築したり、新たな連絡通路を設けたりして、乗換駅にすることは叶わなかっただろう」と漏らしている。

## 隣の駅
西日本旅客鉄道（JR西日本）
 山陽新幹線
広島駅 - 新岩国駅 - 徳山駅